# 坦尼爾山
70°20′S 62°48′W / 70.333°S 62.800°W
坦尼爾山（英語：Mount Tenniel）是南極洲的山峰，位於帕爾默地東岸，處於克利福德冰川終點西北面13公里，海拔高度1,625米，該山峰在1936年由英國探險隊發現。